# Моріс Буржес-Монурі
Моріс Жан Марі Буржес-Монурі (фр. Maurice Jean Marie Bourgès-Maunoury; 19 серпня 1914, Люїзан — 10 лютого 1993, Париж
) — французький політик-радикал. Міністр публічних робіт, транспорту та туризму в 1950 і в 1954 (в. о.) роках, міністр озброєнь в 1952, міністр фінансів в 1953, міністр торгівлі та промисловості в 1954, міністр збройних сил в 1955, міністр внутрішніх справ в 1955 і в 1957–1958 роках, міністр оборони в 1956–1957 роках. З 12 червня до 6 листопада 1957 року — прем'єр-міністр Франції після відставки уряду Гі Молле через Суецьку кризу.